# Eritgau

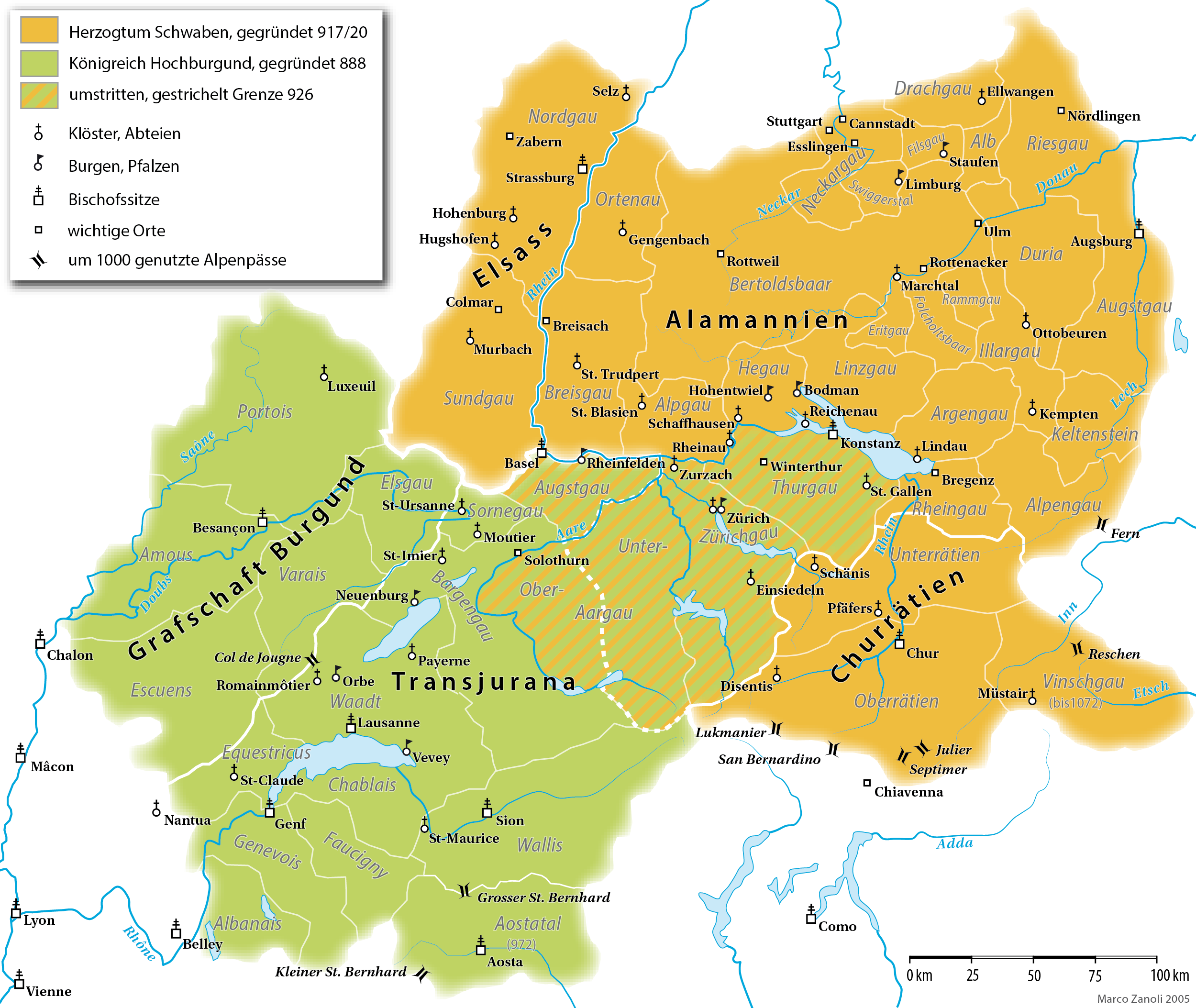
Die Karte des Herzogtums Schwaben zeigt den Eritgau

Der Eritgau (auch Ertgau oder Heregau) war ein mittelalterlicher Gau im heutigen Baden-Württemberg. Der Eritgau lag im nördlichen Oberschwaben und erstreckte sich im Nordwesten bis nahe ans Donauufer und östlich bis an den Fluss Westernach und das Nördlinger Ries; unter anderem mit den Orten Biberach, Buchau, Mengen, Saulgau, Waldsee, Aulendorf und Alberweiler.

## Gaugrafen
- Im Jahre 839 trat Graf Konrad aus dem Hause der Welfen als Graf im Eritgau in Erscheinung.[1]
- Im Jahre 1004 wurde Wolfrad von Altshausen Gaugraf des Eritgaus.[2]